# Гибавац (шума)
Шума Гибавац се налази на територији општине Сурчин у селу Бечмен. Општина Сурчин располаже природним лепотама и јавним заштићеним природним добром Бојчинском шумом као излетиште са бројним садржајима ( рекреативне стазе, јахање, летња позорница, етно ресторан) као и манастир Фенек из XV века који припада групи фрушкогорских манастира. Такође поседује седам шума чија укупна површина износи 3200 km ( Церова греда, Гибавац, Црни луг, Зидине, Бојчинска шума, Добановачки забран), ловишта (Забран и Црни луг) као и рибњаци Бечменска Бара и Живача.
Бечмен поседује доста шумовитих и водених површина, међу којима је шума Гибавац и бечменско језеро богато рибом, прави рај за риболовце.

## Опште карактеристике
Шума Гибавац удаљена је око 1500 m од села Бечмен, Бољеваца и манастира Фенек. Шума је велика и њена  површина износи око 300 хектара. Шума се налази поред заштићеног природног добра Бојчинске шуме и ловишта Црни луг. Шума Гибавац није ловиште. То је сачувало биљни и животињски свет, ваздух, мир и поредак у њој. Шума Гибавац пружа доживљај „повратка природи“. Сви прилази односно путеви до шуме су земљани. Постоје стари ,, просеци“ за шетњу, вожњу запрегом или џипом. Земљиште око ње је намењено за спорт, рекреацију и туризам. Служба за инжењеринг, хортикултуру и маркетинг израдила је идејни пројекат за будућу излетничку шуму Гибавац. Пројектом се предвиђа стаза за јахање, бициклистичка стаза, етно кућа, игралиште за одбојку на песку, рустик опрема и уређење трим стазе, комплекси голфа, фудбала, филмски град и слично.

## Географски положај
Газдинску јединицу "Драж-Вишњик-Бојчин-Церова греда-Гибавац" чине шуме и земљишта која се налазе на територији административног подручја Београда, општине Сурчин и мали део површине општине Пећинци (8,15 ha), катастарске општине Ашања.  Просторно, шуме припадају Централној шумској области, Посавско-подунавском шумском подручју. По свом географском положају Газдинска јединица "Драж-Вишњик-Бојчин-Церова греда-Гибавац"  налази се између  44° 42'05" - 44°36'40" северне географске ширине и 20°07'30" - 20°15'00" источне географске дужине (источно од Гринича).

## Историја
Газдинска  јединица “Драж-Вишњик-Бојчин-Церова греда-Гибавац“ налази се на простору доњег Срема, на југу Панонске низије.  У архајику, на овом простору уздизале су се планине састављене од старих кристаластих шкриљаца, мермера и гранита. Касније су се ове планине слегале дуж великих пукотина. Тако је настала Панонска Потолина, која је кроз цео мезозоик била покривена морем. Крајем средњег века земљине историје, море се повукло и копнени режим је остао све до кенозоика, када се дно Панонске низије поново спушта и испуњава морем. Пред крај ове ере, море се смањује и цепа на појединачна језера која су отицала Дунавом у доба квартара. У делувијуму се ствара лес који покрива баре, мочваре и суве површине, било под утицајем еолске ерозије или под утицајем речних токова. У холоцену алувијум је у унутрашњости покривен слојем глине, а на периферији је нанесена песковита иловача или пешчане дине. Рељеф је раван, са благим депресијама, слабо изражен.  Висинска разлика терена је мала и не утиче на климу рељефа. Надморска висина се креће од 77 до 78 m.
Први помени о насељу Бечмен датирају из 1320. и 1403. године када је краљевском даровницом дат племићкој породици Моровић. После пожаревачког мира 1718. године насеље се водило као пустара под називом Богићев збег. Године 1810. је саграђена црква посвећена Св. Сави која прославља 27. јануар као храмовну славу, а 30. јула Огњену Марију као заветни дан.

## Геолошка подлога
Голошка подлога са рељефом, климом и осталим факторима има пресудну улогу на еволуцију земљишта, као и хидрологија супстрата који је веома значајан за биљне заједнице. Геолошку подлогу сачињавају делувијални и алувијални наноси. Речни седименти дебљине 25 до 30 m, који су се таложили у току геолошке историје на терцијерну глину, која је представљала неку врсту геолошке подлоге. Као непосредну подлогу чини лесоидна глина и барски лес.
У газдинској јединици сусрећу се два основна типа земљишта Солођ и Гајњача на лесу.
Гајњача на лесу је најзаступљенија у газдинској јединици. Одликује се доста дубоким активним профилом, а по механичком саставу то су скелетне лакше иловаче. Пошто се ради о земљишту под шумом, земљиште је добро аерисано са добрим пољским капацитетом и великим садржајем хумуса од 4 до 6%. Биолошка активност је велика. Поменуте особине земљишта погодна су за гајење шума постојећих врста дрвећа.
Солођ као земљиште се доста разликује од гајњача, са лошијим неповољнијим водноваздушним режимом. Примећено је оглејавање у дубљим деловима профила што доводи до стагнације површинске воде и до псеудо оглејавања. И ако су лошија земљишта она су карактеристична земљишта на којима расте храст лужњак и пољски јасен.
Простор одликује присуство бара које се пуне површинским водама или водама из прокопаних канала. Највеће су Фенечка бара у непосредној близини шумског комплеса „Гибавац“.

## Клима
Ово подручје се одликује умерено-континенталном климом. Клима је један од најзначајнијих фактора који утичу на формирање биљних заједница.
Средња максимална температура у три летња месеца је већа од 20 °C, а средње трајање периода без мраза је 303 дана. Трајање сунчевог сјаја је 2025 часова, што има велики значај. Број дана са максималном температуром преко 30 °C (25 дана), понекад температура достиже 40-42 °C, средња годишња количина падавина износи 723,8 mm. Годишње доба са највећом количином падавина је пролеће и лето, док је зима са најмање падавина. Значајна карактеристика овог рејона је продор хладног, сувог и јаког ветра са југоистока и истока познатог по називу кошава.
Температура ваздуха је један од важнијих климатских фактора од које  зависи опстанак живог света у једном крају. За опстанак шумских врста потребне су минималне количине топлоте, без којих се прекидају физиолошке функције биљака. За живот биљака у току вегетације веома важну улогу има појава позних пролећних и раних јесењих мразева.

## Шумска вегетација
Газдинска јединица "Драж-Вишњик-Бојчин-Церова греда-Гибавац", према вертикалној рашчлањености шумске вегетације припада I комлексу (појасу)  типова шума.
I Комплекс (појас) алувијалних-хигрофилних типова шума. Најважнији фактор који условљава појаву лужњака у комплексу је допунско влажење које се остварује повременим плављењем или задржавањем површинске воде у депресијама. У газдинској јединици најзаступљенија je врста лужњак. Поред лужњака у спрату дрвећа јавља се граб (Carpinus betulus), ситнолисна липа (Tilia parvifolia), пољски брест  (Ulmus minor) и у нешто мањој мери клен и воћкарице.
Састојине лужњака и граба у овој јединици налазе се на сувљој варијанти типичне шуме лужњака и граба (Carpino-Quercetum roboris) на гајњачи до лесивираној гајњачи. Продуктивност ових станишта је добра. Гајњаче лесивирају због веће количине атмосферских вода, али то не значи и смањење високе еколошко-производне вредности земљишта.
Комплекс се даље рашчлањује на цено-еколошке групе типова шума. Цено-еколошка група типова шума лужњака и граба на различитим варијантама смимиглејних и смеђих алувијалних земљишта, на гајњачама и смоницама. Даље се рашчлањују на групе еколошких јединица: шума лужњака, граба и цера са липом (Tilio-Carpino-Quercetum robori-cerris) на серији земљишта на лесу.  Спрат дрвећа је изграђен од едификатора лужњака (Quercus robur) и граба (Carpinus betulus). Стаблимично се јавља клен (Acer campeste) и пољски брест (Ulmus minor). У спрату жбуња, осим подмлатка граба и клена, чести су и глогови (Crataegus monoguna,  Crataegus oxycantha, бели глог и вишесемени глог), дрен (Cornus mas), свиб (Cornus sangninea) и калина (Ligustrum vulgare).  У спрату приземне флоре јавља се : Clechoma hedreacea, Carex silvatica, Rubus caesius, Rosa arvensis, Viola hirta, Viola silvestris, Hedera helix  и други.
Састав органске материје која у највећој мери потиче од лужњака и граба повољна је за трансформацију и хумификацију. Кружење хранљиве материје земљиште-биљка и биљка-земљиште је добра. Услед већег утицаја воде долази до процеса лесивирања гајњаче која не утиче битно на смањење високе еколошке производне вредности земљишта.
Одувек су се шуме Доњег Срема, где се налази и газдинска јединица, користиле за производњу најквалитетнијег техничког дрвета и огрева. Поред користи од дрвета шуме су се користиле за жирење и испашу. Почетком двадесет првог века поред производне функције све више се користе у рекреативно-туристичке сврхе.
Огревно дрво се продаје локалном становништву и градским синдикатима. Учешће техничког дрвета је доста заступљено. Највише техничког дрвета се односи на трупце лужњака за којима је потражња велика.
У производној намени 95% састојина је чисто. Такав однос није пожељан пошто су мешовите састојине стабилније.  Мешовитост је значајна код састојина које гради лужњак пошто пратеће врсте( граб, брест, клен, јасен, цер) у процесу старења састојине правилним неговањем налазе се у доњем спрату и чисте круну од доњих грана, самим тим повећавају техничку вредност лужњака.
Мешовите састојине су флорно богатије у спрату дрвећа, жбуња и приземне флоре. У таквим срединама и остали живи свет је разноврснији.
Мешовите шуме су отпорније на стално присутну пепелницу и друга обољења. Чистоћа стабала и дужина дебла су веће, самим тим већа је и техничка вредност. Постојање пратећих врста у доњем спрату утиче на смањење закоровљености. Боља је размена ваздуха кроз састојину и повољнији режим влаге, самим тим бржи процес хумификације и бољу размену материје. Такве шуме су прегледније и пријатније за боравак.
У производној намени лужњак је доминантна врста која учествује са 70% по запремини и 56% по прирасту. Друга врста по учешћу је багрем који учествује 10% по запремини и 25% по прирасту. Учешће осталих 15 врста је 20%.  Храст лужњак је највреднија врста карактеристична за станишне услове на којима се налази газдинска јединица. Његово присуство омогућује финансијски  позитивно газдовање.  Учешће багрема као брзорастуће врсте је пожељно јер је потреба за дрвним сортиментима багрема велико за локално пре свега сеоско домаћинство, газдинска јединица се налази у непосредној близини 5 села.
По дебљинској структури стање је добро. Седамдесет четири посто запремине чине стабла преко 30 cm. Пошто се ради о шумама које су у близини урбаних средина њихова атрактивност је значајна. Појединачна  стабла преко деведесет центиметара су као историјски споменици расејани по целој газдинској јединици. Приликом спровођења мера неге потребно је обрати пажњу и омогућити њихов слободан раст. Та стабла нам указују на изглед и састав шума почетком прошлога века. Та стабла су значајна и за птичји свет који се често храни и гнезди на тим стаблима. То је посебно значајно у делу газдинске јединице која је под другим и трећим степеном заштите.
Највећи талас сушења забележен у периоду 1985-1990 године. По многима узрок треба тражити у хидромелиорационим и другим захватима који су довели до измене режима плавних и подземних вода, тако да су поједина станишта постала знатно сувља. На основу евиденција санитарних сеча у претходном уређајном раздобљу проценат сушења у високим састојинама лужњака кретао се у интервалу од 5-10% од запремине. У збирном елаборату за Сремске шуме 1951 године, здравствено стање у високим састојинама кретало се од средњег до лошег. И тада су те састојине биле разређене. Ове састојине биће предмет обнављања у овом и наредним уређајним раздобљима.   У вештачки подигнутим састојинама лужњака старости од 50-90 година није примећено сушење стабала, осим сушења појединачних стабала у доњем спрату. Та стабла су изгубила у конкуренцији за светлошћу и хранљивим материјама и та стабла ће бити уклоњена приликом спровођења мера неге прореда. Веће присуство ентомолошких и фитопатолошких обољења није примећено.  У вештачки подигнутим састојинама лужњака старости преко 140 година примећено је слабљење и пораст сувих стабала чије учешће је преко 40%. Те састојине су у овом уређајном раздобљу предвиђене за обнављање. У младим културама лужњака видна је појава пепелнице. Због тога су основом предвиђене мере заштите. Битно је праћење појаве и интезитета  јер од правилног спровођења мера заштите зависи и опстанак младих култура.  У осталим састојинама здравствено стање је добро.  Није примећено присуство губара.
Шуме ове газдинске јединице припадају у највећој мери  IV, V и VI степену угрожености. IV степен чине састојине и културе храста и граба. V степен чине састојине букве и других лишћара. VI степен чине шикаре, шибљаци и необрасле површине.
Ради се претежно о високим састојинама лужњака старости од 130 до 160 година.  У састојинама обухваћеним селективним проредима је интезитетет такође слаб, 12% по запремини. Већина састојина је на граници разређености за средњодобне састојине односно за старост од 70 до 90 година.
У наредном периоду планирано је системско обнављање и проширивање шуме. У складу с тим, користиће се шумске састојине прилагодљиве основној намени. Тополом, врбом и сличним врстама пошумљаваће се подручје уз реку. Шуме ће се допуњавати и проширивати у смислу постојећих комплекса или новим засадом коридорски, уз постојеће регионалне саобраћајнице и Сремску газелу. При пошумљавању је планирано да се користе врсте које најбоље абсорбују негативне емисије издувних гасова (бреза, јова, црни бор и сл.).

## Фауна
Бројно стање дивљачи на дан бројања 31. марта 2018. године је следеће: срнеће дивљачи 242, дивљих свиња 46, пољске јаребице 88 и фазана 2500. Ловачко удружење Земун, по стању дивљачи, ловним објектима спада у једно од бољих београдских ловачких друштава. На квалитет ловишта осим залагања стручних служби и чланова, утичу пре свега природни услови вода и храна. Један од битних фактора при бонитирању ловишта је и мир у ловишту. Али, нажалост београдска ловишта су оптерећена урбанизацијом,  путном мрежом и честим и великим присуством људи. Дивљач често бива узнемиравана или смртно угрожена саобраћајем.  Често несавесни пољопривредници користе отровна хемијска средства за заштиту или спречавање корова. У јесен после жетве честа је појава паљења површина које су биле под пољопривредним културама, тако се дивљач додатно узнемирава или страда.
Од биљних врста заштићено је 15 биљних таксона, односно 1 строго заштићен жути локвањ и 14 заштићених врста. Од гљива под заштитом се налази 15 врста, различитог степена заштите. Констатовано је и 93 врсте инсеката од којих су неки неки међународно и национално заштићени. Од сисара констановано је 60 врста сисара под одређеним степеном заштите. Студијом заштите обухваћени су и водоземци и гмизавци.
У шумама Зидина и Гибавац могу се срести разне врсте равничарских птица, ситна дивљач као што су зец, фазан, али и по нека срна. У шуми Црни луг постоји званично ловиште којим газдују Србија шуме. Ту осим поменутих врста постоји и знатан број дивљих свиња. Осим набројаних представника фауне, важно је напоменути да су ту присутни и разни инсекти, од којих због близине воде доминирају комарци, пчеле, стршљенови, обади. Присутни су и гмизавци као што су барске змије белоушке, али и пијавице. Повремени становници су птице селице, ласте и роде.
Строго заштићене врсте инсеката су Acrda ungarica ungarica,Carabus ullrichi nastasi, Necrodes litoralis, Onthophagus furcatus, Cerambyx cerdo, Morimus asper funereus, Osmoderma eremita, Oryctes nasicomis, Lucanus cervus. Заштићене врсте инсеката Metrioptera domogledi, Cortodera flavimana, Paracorymbia pallens, Oberea pedemontana.
Врсте птица и сисара који су присутни у газдинској јединици су: Aquila pomarina-Орао кликташ, Haliaeetus albiciiia-Орао белорепан, Buteo buteo-Мишар, Milvus migrans- Црна луња, Cicomija nigra- Црна рода, Dendrocopos medius- Средњи детлић, Fecedula albicollis- Беловрата мухарица, Falco cherrug- Степски соко, Picus viridis- зелена жуња, Ficedula albicolillis- Беловрата мухарица, Strix aluco- шумска сова, Dryomus nitedula- шумски пух, Scirus vulgaris-веверица, Talpa europea- кртица, Erinaceus concolor-јеж, док су од врста гљива присутне: Amanita caesarea, Herikum erinaceus. Поменуте врсте се могу видети на простору целе газдинске јединице.
Две хиљаде дванесте и тринаесте године дошло је до појаве храстовог савијача и бубе листаре. Напад није био јак, али више превентивно прскано етиолом на површини од 120,88 хектара. Младе културе заштићене су од дивљачи, првенствено дивљих свиња, постављањем електричне ограде (пастирица).  Површине које су биле посејане жиром на 46,47 хектара, заштићене су од волухарица Еко-мамцима. Радови на заштити шума вршени су кроз санитарне сече сувих стабала на површини од 409,85 хектара.